# 2,6-二甲基苯酚
2,6-二甲基苯酚（英語：2,6-Xylenol，或2,6-dimethylphenol，DMP）是二甲苯酚的六种同分異構体之一。
2,6-二甲基苯酚是工业上生产聚氧二甲苯的单体，通过碳 - 氧之间的氧化偶联反应合成。